# A Sociedade da Neve
La sociedad de la nieve (bra/prt: A Sociedade da Neve) é um filme de suspense de sobrevivência de 2023 dirigido por J. A. Bayona sobre o desastre aéreo dos Andes no Uruguai em 1972. É uma adaptação do livro homônimo de Pablo Vierci, que documenta relatos de todos os dezesseis sobreviventes do acidente, muitos dos quais Vierci conhecia desde a infância. O elenco é composto por atores uruguaios e argentinos, a maioria deles novatos.
O filme fechou o 80º Festival Internacional de Cinema de Veneza, na sessão Fora de Competição. Foi lançado nos cinemas no Uruguai em 13 de dezembro de 2023 e na Espanha em 15 de dezembro de 2023, antes de ser distribuído pela Netflix em 4 de janeiro de 2024.
Foi aclamado pela crítica, com vários críticos chamando-o de melhor trabalho de Bayona e foi selecionado como representante espanhol para o Oscar de melhor filme internacional na edição de 2024.

## Elenco
Este é o elenco do filme:
- Enzo Vogrincic Roldán como Numa Turcatti
- Matías Recalt como Roberto Canessa
- Agustín Pardella como Nando Parrado
- Tomas Wolf como Gustavo Zerbino
- Diego Vegezzi como Marcelo Pérez del Castillo
- Esteban Kukuriczka como Adolfo "Fito" Strauch
- Francisco Romero como Daniel Fernández Strauch
- Rafael Federman como Eduardo Strauch
- Felipe González Otaño como Carlitos Páez
- Agustín Della Corte como Antonio "Tintín" Vizintín
- Valentino Alonso como Alfredo "Pancho" Delgado
- Simón Hempe como José Luis "Coche" Inciarte
- Fernando Contigiani García como Arturo Nogueira
- Benjamín Segura como Rafael "el Vasco" Echavarren
- Rocco Posca como Ramón "Moncho" Sabella
- Luciano Chatton como Pedro Algorta
- Agustín Berruti como Bobby François
- Juan Caruso como Álvaro Mangino
- Andy Pruss como Roy Harley
- Santiago Vaca Narvaja como Daniel Maspons
- Esteban Bigliardi como Javier Methol
- Paula Baldini como Liliana Methol
- Federico Aznarez como Enrique Platero
- Alfonsina Carrocio como Susana Parrado
- Silvia Giselle Pereyra como Eugenia Parrado
- Virginia Kaufmann como Esther Nicola
- Felipe Ramusio como Diego Storm
- Blas Polidori como Gustavo Nicolich
- Emanuel Parga como Carlos Roque
- Iair Said como Julio César Ferradas
- Louta como Gastón Costemalle
- Carlos "Carlitos" Páez como seu pai, Carlos Páez Vilaró[19]

## Produção
Bayona descobriu o livro de Vierci enquanto pesquisava para seu filme Lo imposible, de 2012, e comprou os direitos no final das filmagens. Os cineastas gravaram mais de 100 horas de entrevistas com todos os sobreviventes vivos. Os atores tiveram contato com os sobreviventes e as famílias das vítimas. La sociedad de la nieve foi anunciada em novembro de 2021. As filmagens ocorreram em Sierra Nevada, Espanha; Montevidéu, Uruguai; e Chile e Argentina nos Andes, incluindo o local do acidente. A produção teve 138 dias de filmagem. O seu orçamento foi estimado em mais de 65 milhões de euros.
Em agosto de 2021, uma segunda unidade, liderada por Alejandro Fadel, diretor argentino de Muere, monstruo, muere, filmou paisagens no Chile para referência na produção e pós-produção virtual no set. A filmagem ocorreu em Sierra Nevada de 10 de janeiro a 29 de abril de 2022. Lá, a produção foi desafiada pela escassez de neve e pela camada de ar do Saara, que cobriu as montanhas de laranja. Foram utilizadas três réplicas de destroços da fuselagem: uma colocada em um hangar construído em um estacionamento, outra enterrada em neve artificial e sustentada por um guindaste hidráulico que permitia a movimentação da fuselagem, e a outra acima um lago a 3 000 m (9 800 pés) de altura. No hangar, uma tela de 30 metros de altura exibia as imagens dos Andes da segunda unidade. Uma terceira unidade foi encarregada de realizar disparos mais perigosos nas montanhas. As três unidades eram compostas por cerca de 300 trabalhadores. As filmagens no Uruguai foram concluídas no final de julho de 2022, e a produção continuou em Madrid.
David Martí e Montse Ribé, maquiadores de efeitos especiais vencedores do Oscar por El laberinto del fauno, criaram próteses de cadáveres e feridas. A pós-produção foi planejada para durar cerca de cinco meses, envolvendo 300 funcionários. Vierci, que atua como produtor associado, visitou o set em Sierra Nevada.
Bayona mostrou uma versão inicial do filme a um dos sobreviventes, José Luis "Coche" Inciarte, antes de morrer em julho de 2023. Os 14 sobreviventes restantes assistiram ao filme um ou dois meses antes da estreia.

## Lançamento
La sociedad de la nieve foi definido como o filme de encerramento do 80º Festival Internacional de Cinema de Veneza, com estreia mundial fora de competição no Palazzo del Cinema marcada para 9 de setembro de 2023, após a cerimônia de premiação do festival. Foi selecionado para exibição na seção Perlak do 71º Festival Internacional de Cinema de San Sebastián em setembro de 2023. Também foi exibido na seção Fora de Competição do 56º Festival de Cinema de Sitges, e no Festival AFI.
O filme foi programado para exibição técnica de 20 a 26 de outubro de 2023 no Cine Aragonia de Saragoça. Um lançamento nos cinemas espanhóis para 15 de dezembro de 2023 também foi anunciado.
No Brasil, o filme foi lançado em 14 de dezembro de 2023, e em Portugal, em 21 de dezembro de 2023.